# Sicana
Sicana — невеликий рід квіткових рослин родини гарбузових (Cucurbitaceae). Є три або чотири види, які зустрічаються в тропічних лісах і вторинних чагарниках Карибського басейну та Центральної Америки.

## Види
За даними Ханно Шефера та Сюзанни Реннер, у роду існує чотири види. Станом на березень 2016 року The Plant List містив лише три прийняті види:
- Sicana odorifera (Vell.) Naudin
- Sicana sphaerica Hook.
- Sicana trinitensis Cheesman